# Orlando Brandes
Orlando Brandes (Urubici, 13 de abril de 1946) é um arcebispo católico brasileiro. Foi o terceiro bispo de Joinville e o quarto arcebispo de Londrina. É atualmente o Arcebispo Metropolitano de Aparecida.

## Estudos e presbiterado
Dom Orlando nasceu em Urubici, município do Vale do Rio Canoas, no estado de Santa Catarina, filho de Gregório e Hilda Morais Brandt, já falecidos, e tem outros seis irmãos.
Após cursar o primário em sua cidade natal, ingressou no Seminário São João Maria Vianney, em Lages, e estudou Filosofia na Universidade Católica do Paraná, em Curitiba. Fez seus estudos teológicos na Pontifícia Universidade Gregoriana e na Academia Alfonsiana, em Roma. Fez estudos de pós-graduação em Teologia Moral, em Roma, em 1973.
Foi ordenado padre no dia 6 de julho de 1974, em Francisco Beltrão. Como sacerdote, exerceu os seguintes encargos:  professor de Teologia no Instituto de Teologia de Santa Catarina; reitor do Seminário Maior, em Florianópolis; pregador em retiros espirituais; diretor do Instituto de Teologia de Santa Catarina; membro do Tribunal Eclesiástico de Florianópolis; e conferencista e pregador de missões.

## Episcopado
No dia 9 de março de 1994, o Papa João Paulo II o nomeou bispo de Joinville. Recebeu a ordenação episcopal no dia 5 de junho de 1994, em Joinville, das mãos de Dom João Oneres Marchiori, Dom Eusébio Oscar Scheid e de Dom Gregório Warmeling. Foi secretário do Regional Sul 4 da CNBB.
No dia 10 de maio de 2006, o Papa Bento XVI o nomeou arcebispo de Londrina, e D. Orlando tomou posse no dia 23 de julho do mesmo ano.
Em 2007, foi eleito como presidente da Comissão Episcopal Vida e Família da CNBB. Ainda em 2007, foi membro delegado pela CNBB da Quinta Conferência Geral do Episcopado Latino-americano e Caribenho.
No dia 16 de novembro de 2016 foi nomeado pelo Papa Francisco, arcebispo de Aparecida, no Estado de São Paulo, tomando posse em 21 de janeiro de 2017, no Santuário Nacional.
Assim como prescreve o Código Canônico, ao completar 75 anos Dom Orlando apresentou seu pedido de renúncia à Santa Sé. O Papa Francisco, todavia, por meio de uma comunicação divulgada em 24 de maio de 2023 pela Nunciatura Apostólica do Brasil, confirmou Dom Orlando como arcebispo metropolita de Aparecida até completar 80 anos de idade.

## Ordenações[3]

### Ordenações presbíteros
- Adalberto Donadelli Júnior (2004)

### Ordenações episcopais
Dom Orlando foi ordenante principal da ordenação episcopal de:
- José Gislon, O.F.M.Cap.  (2012)

Dom Orlando foi concelebrante da ordenação episcopal de:
- Antônio Wagner da Silva, S.C.J. (2000)
- Wilson Tadeu Jönck, S.C.J. (2003)
- Marcos José dos Santos (2022)
- Adalberto Donadelli Júnior (2024)